# 赤羽村 (三重県)
赤羽村（あかばむら）は三重県北牟婁郡にあった村。現在の紀北町の北端にあたる。

## 地理
- 山岳：仙千代ヶ峰
- 河川：赤羽川、三戸川

## 歴史
- 1889年（明治22年）4月1日 - 町村制の施行により、大原村・十須村・島原村の区域をもって発足。
- 1955年（昭和30年）2月5日 - 長島町に編入。同日赤羽村廃止。

## 名所・旧跡
- 有久寺温泉